# Hradec u Dobříše
Hradec je pravěké hradiště asi šest kilometrů severozápadně od Dobříše v okrese Příbram ve Středočeském kraji. Nachází se na vrcholové plošině vrchu Hradec. Pozůstatky hradiště jsou chráněny jako kulturní památka a nachází se na území stejnojmenné přírodní rezervace.

## Historie
Doba vzniku hradiště je nejasná. Na lokalitě neproběhl žádný archeologický výzkum a nalezené zlomky keramiky pochází z pravěku a raného středověku. Podle charakteru valů je možné, že hradiště bylo postaveno koncem doby bronzové nebo v době halštatské. Existence raně středověkého hradiště je nepravděpodobná.
Nejstarší zmínka o hradišti se nachází v záznamech z Berounska a Hořovicka od Václava Krolmuse. Později se mu ve svých dílech věnovali Jan Erazim Vocel a Josef Ladislav Píč. Drobný průzkum valu podnikl v roce 1875 Břetislav Jelínek. Keramiku získal povrchovými sběry Karel Nováček.

## Stavební podoba
Hradiště s rozlohou přibližně 1,7 hektarů leží na ploché vyvýšenině s nadmořskou výškou 628 metrů, která je součástí Brdské vrchoviny. Místo původního vstupu do opevněného areálu není známé. Opevněním vedou dvě cesty, ale obě mohou být novodobého původu. Pravděpodobnější místo vstupu je na severovýchodě, odkud vede ke hradišti nejsnazší přístup a lesní cesta snad kopíruje průběh cesty pravěké. Ostrožnu zde proto přetíná hluboký příkop, za nímž se nachází malé obdélné předhradí, tradičně nazývané Zahrada. Z jejího opevnění se dochoval valy 1,3 metru vysoké a v základně pět metrů široké. Na jihovýchodní straně val chybí, protože dostatečnou ochranu zde poskytoval strmý kamenitý svah. Plocha Zahrady měří jen 0,07 hektaru, a předhradí tak plnilo pouze funkci zdvojeného opevnění.
Hlavní část hradiště má oválný půdorys s rozměry 216 × 94 metrů. Jeho plocha klesá od vrcholového skaliska směrem k valům na severu a západě. Součástí opevněné plochy je terénní sníženina zvaná U Studně, která mohla sloužit jako cisterna na dešťovou vodu. Opevnění se nachází pouze na severní a západní straně. Na jihu znemožňovala přístup skalnatá vrcholová část, která směrem na východ přechází do příkrého kamenitého srázu.
Valy jsou dochovanými pozůstatky pravěkých hradeb, jejichž délka u hlavní části hradiště dosahuje 302 metrů. Podle popisů z roku 1857 byly tehdy v patě osm až jedenáct metrů široké a z vnější strany až 3,5 metru vysoké. Na západní straně výška valu dosahovala čtyři až pět metrů. Vzhledem k poloze valů ve strmém svahu, je jejich převýšení oproti vnitřnímu prostoru hradiště jen 0,5 metru. Kameny z valů se ve druhé polovině devatenáctého století roztloukaly na štěrk. Břetislav Jelínek ve valu pozoroval svislé otvory hluboké až šedesát centimetrů s průměrem čtyřicet až padesát centimetrů. Nacházely se ve dvou souběžných řadách uspořádaných tak, že dva sousední otvory v jedné linii byly až sedm metrů od sebe, ale nejbližší otvor v druhé řadě s nimi tvořil vrcholy trojúhelníka a nebyl vzdálen více než pět metrů. Otvory sloužily k uchycení masivních kůlů, které sloužily k uchycení vodorovně umístěných kulatin. Takto vytvořená konstrukce poté sloužila jako opěrná stěna kamennému tělesu hradby.